# آتش‌سوزی پالایشگاه هیدروکربن بیرجند
آتش‌سوزی پالایشگاه هیدروکربن بیرجند حادثه آتش‌سوزی در مخازن تولید هیدروکربن مینی پالایشگاه منطقه ویژه اقتصادی بیرجند بود که در یکشنبه ۱۹ آذر ۱۴۰۲ اتفاق افتاد. این پالایشگاه در منطقه ویژه اقتصادی بیرجند واقع شده و دارای ۲۲ مخزن بود.
از این ۲۲ مخزن، ۱۸ مخزن دارای میعانات گازهای صنعتی و ۴ مخزن هم خالی بود. مأموران آتش‌نشانی پس از دومین تلاش توانستند آتش را به‌طور کامل مهار کنند.

## تاریخچه
عملیات اجرایی این پالایشگاه از سال ۱۳۹۹ آغاز شد و فاز اول مجموعه با سرمایه‌گذاری ۲۵۰ میلیارد تومان توسط بخش خصوصی در ۲۰ بهمن ۱۴۰۱ و فاز دوم نیز به متراژ ۱۹ هزار و ۶۰۰ متر مربع و با سرمایه‌گذاری بیش از سه هزار میلیارد ریال در ۲۸ شهریور ۱۴۰۲ به بهره‌برداری رسید.

## رویداد
فرماندار بیرجند اظهار کرد: «نوع ماده نفتی مخازن به شکلی‌است که بعد از اشتعال، خاموش کردن آن سخت بوده و کارگران حاضر در محل حادثه عنوان کرده‌اند که به‌طور ناگهانی مخزن آتش گرفته‌است». او همچنین تصریح کرد که ابتدا آتش‌سوزی از یک مخزن شروع شده و به واسطه همجواری مخازن میعانات گازی با هم، آتش سرایت کرده و به دلیل گسترده بودن حجم آتش با تجهیزات موجود مهار آن زمان‌بر شده‌است.